# Loupian
Loupian (okzitanisch Lopian) ist eine französische Gemeinde mit 2179 Einwohnern (Stand 1. Januar 2022) im Département Hérault in der Region Okzitanien. Sie gehört zum Arrondissement Montpellier und zum Kanton Mèze. Die Bewohner werden Loupianais und Loupianaises genannt.

## Geografie
Loupian liegt am Étang de Thau (Thausee), einer Lagune an der westlichen Mittelmeerküste Südfrankreichs, 28 Kilometer südwestlich von Montpellier, zwischen dem Kantonshauptort Mèze im Südwesten, der Nachbargemeinde Bouzigues im Osten und Villeveyrac im Norden. Das Gemeindegebiet umfasst 2396 Hektar.

## Geschichte
Der Fund einer römischen Villa beweist, dass Loupian schon in gallo-römischer Zeit (52 v. Chr. bis 486) besiedelt war. Die Via Domitia verlief durch das nördliche Gemeindegebiet.

### Bevölkerungsentwicklung
| Jahr                       | 1962 | 1968 | 1975 | 1982 | 1990 | 1999 | 2010 | 2017 |
| Einwohner                  | 871  | 901  | 934  | 1113 | 1289 | 1483 | 2092 | 2160 |
| Quellen: Cassini und INSEE |      |      |      |      |      |      |      |      |

## Religion
Die katholische Kirche St. Cäcilia (Sainte Cécile) gehört zur Pfarrei Notre Dame du Sourire mit Sitz in Mèze. Sie liegt im Erzbistum Montpellier.

## Sehenswürdigkeiten

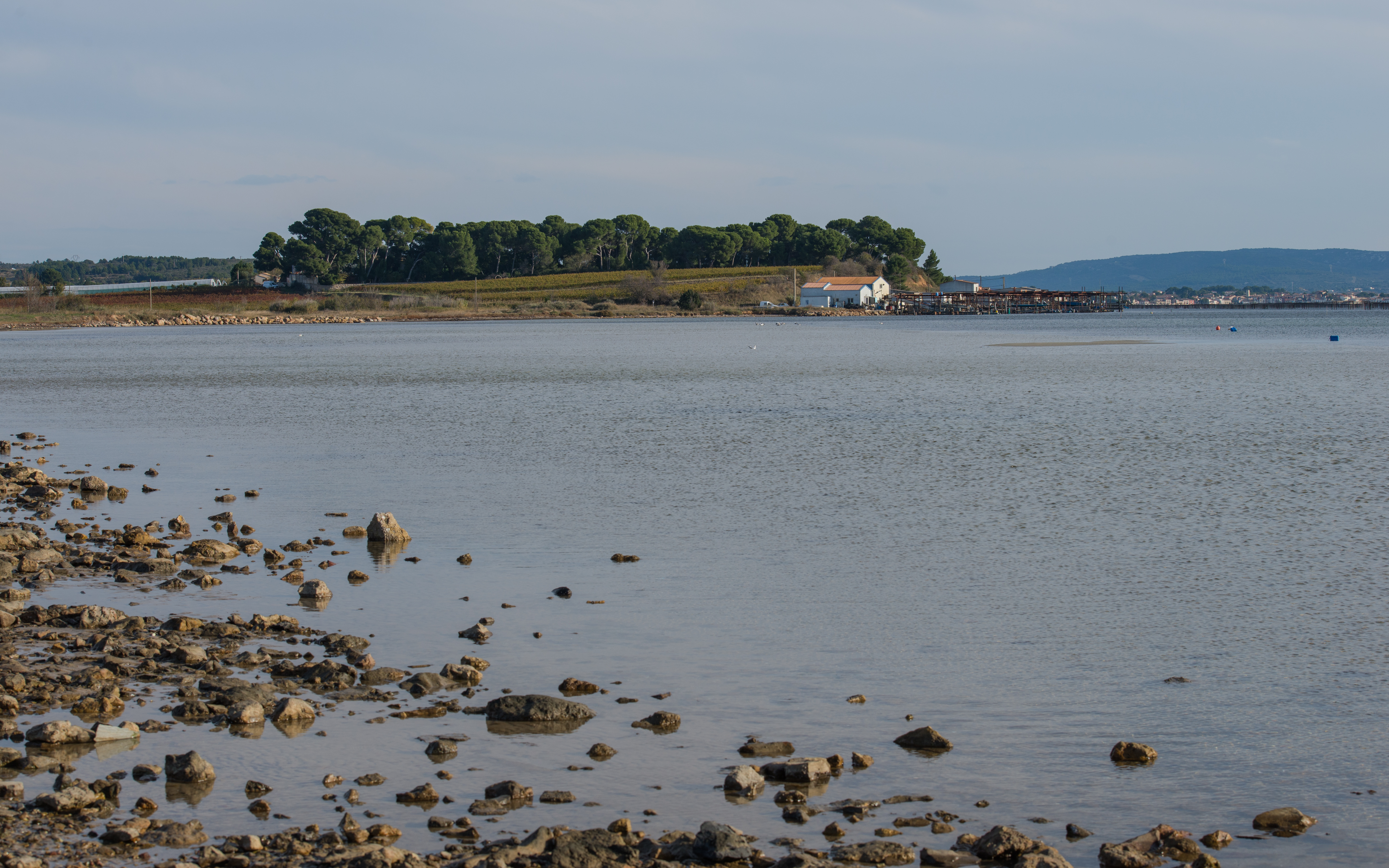
Der Lieu-dit Saint-Félix am Étang de Thau

Die romanische Kirche Saint-Hippolyte stammt aus dem 12. Jahrhundert. Im 14. Jahrhundert wurde die Kirche befestigt. Sie wurde 1923 als Monument historique (historisches Denkmal) klassifiziert.
Die Ruinen einer römischen Villa mit gallo-römischen Mosaiken wurden im nördlichen Gemeindegebiet entdeckt. Die Villa wurde schon im 1. Jahrhundert vor Christus erbaut und war bis ins 6. Jahrhundert hinein bewohnt. Die Mosaiken stammen aus dem 2. Jahrhundert. Die Villa verfügte über einen großen Weinkeller. Es wurde dort Weinbau betrieben und im 1. und 2. Jahrhundert wurde der Wein auf einem kleinen Hafen im Norden des Thausees verschifft. 1970 wurden die Ruinen als Monument historique klassifiziert. Auf dem Gelände wurde das Musée Villa-Loupian eingerichtet.
Die gotische Kirche Sainte-Cécile wurde im 14. Jahrhundert anstelle einer primitiven Kirche aus dem 4. Jahrhundert errichtet. Im 8. Jahrhundert war an der primitiven Kirche eine Nekropole eingerichtet worden. 961 wird die Kirche erstmals urkundlich erwähnt. Seit 1949 ist sie als Monument historique klassifiziert.
Das Haus in der Rue de la Brèche 5 mit Sprossenfenstern stammt aus dem 15./16. Jahrhundert. Fassaden und Dächer sind seit 1976 als Monument historique eingeschrieben.
1987 führten Erdarbeiten zur Entdeckung von Überresten einer der ältesten Kirchen des Départements. Sie wurde zu Beginn des 5. Jahrhunderts erbaut. Das 35 Meter lange Gebäude wurde nur auf der nördlichen Hälfte freigelegt, der andere Teil wird von einer Nebenstraße überdeckt. An das mit einem Balkenwerk bedeckte Kirchenschiff schloss sich eine halbkreisförmige Apsis an, die möglicherweise gewölbt war und in einen quadratischen Chor überging. Der aus Kirchenschiff und Apsis bestehende Mittelbau wurde zumindest auf der Nordseite durch eine Reihe niedrigerer Anbauten erweitert, die den Anschein eines Seitenschiffs erwecken. Diese Teile waren miteinander verbunden. Der mittlere, der breiter ist, gab dem Gebäude den Ansatz eines Kreuzgrundrisses. Er beherbergte ein sechseckiges Taufbecken aus flachen Fliesenstücken, die mit Kalk zusammengefügt und mit einer wasserdichten Beschichtung bedeckt waren. Diese Art von Becken ist charakteristisch für die frühchristliche Liturgie, in der der Katechumene, oft ein Erwachsener, während der Taufzeremonie vollständig untertauchen musste. An die Taufkapelle lehnten sich zwei weitere Gebäudekörper an, die einen rechten Winkel bildeten. Der erste, in drei Räume unterteilt, war ein Bad, das für die Vorbereitungen auf die Taufe bestimmt war, es sei denn, es wurde nur für den Komfort des der Kirche angegliederten Klerus gebaut. Der nördlichste Raum diente als Ofen (praefurnium), um beide zu heizen.

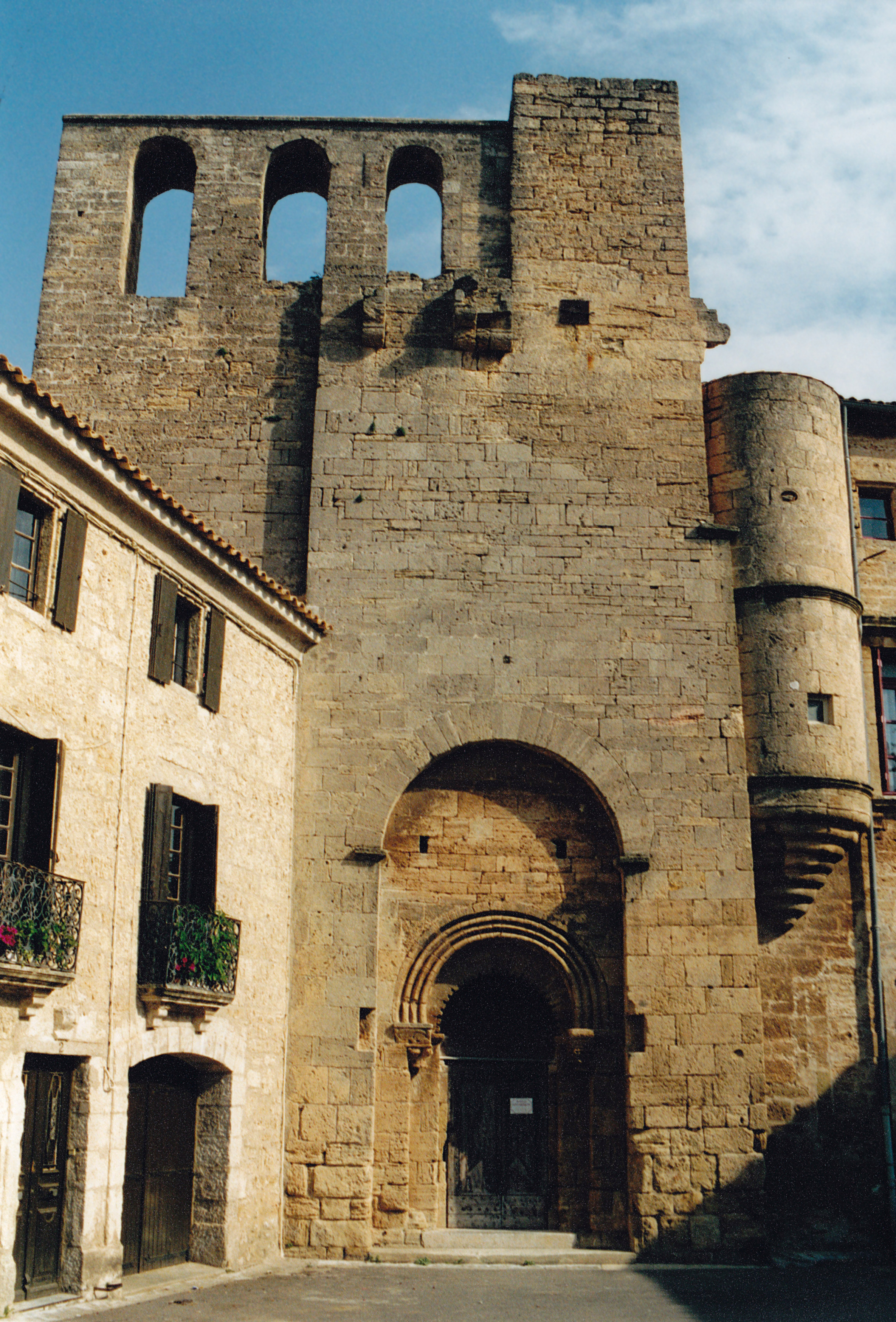
Kirche Saint-Hippolyte
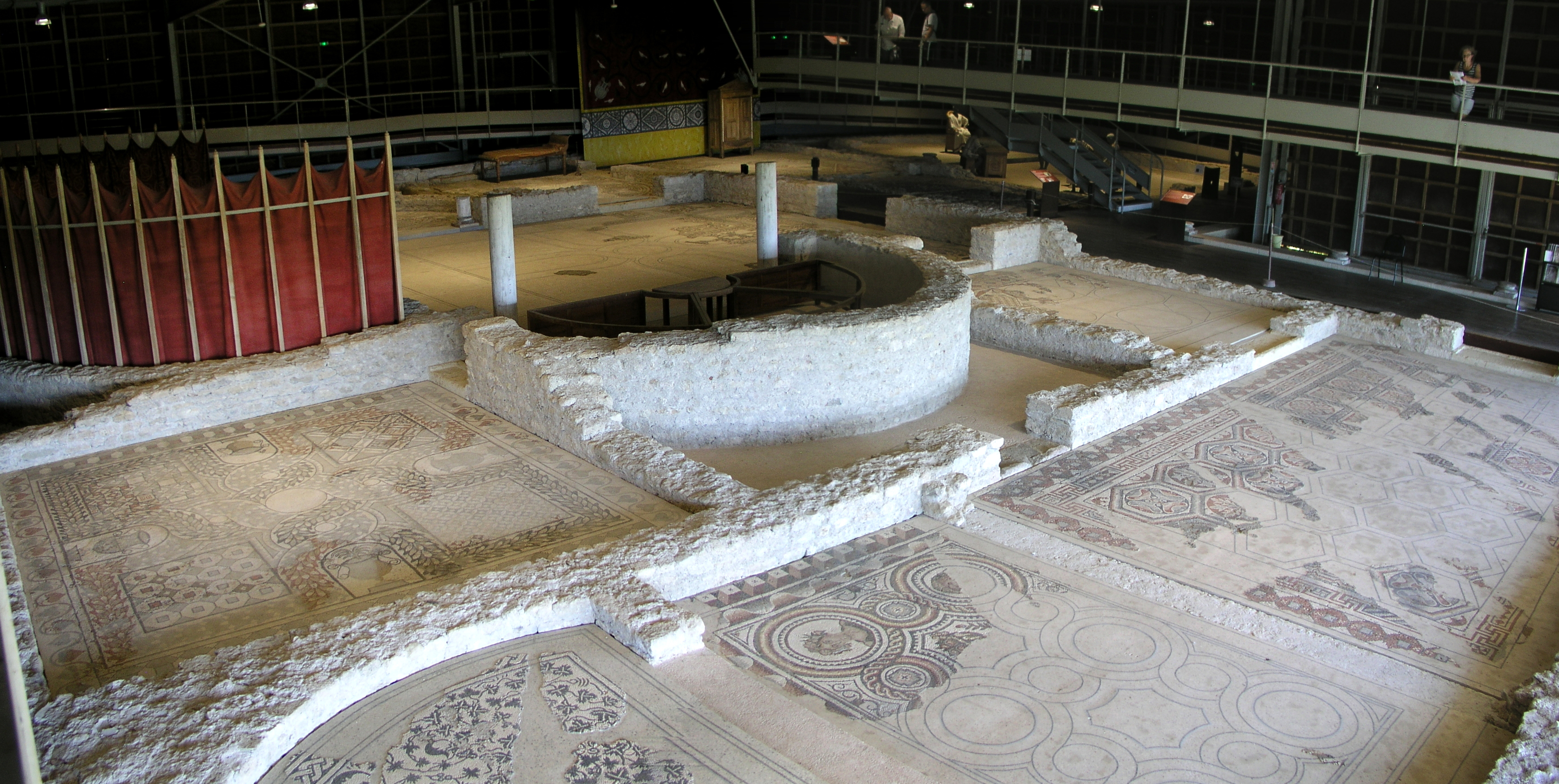
Reste einer Gallo-römische Villa
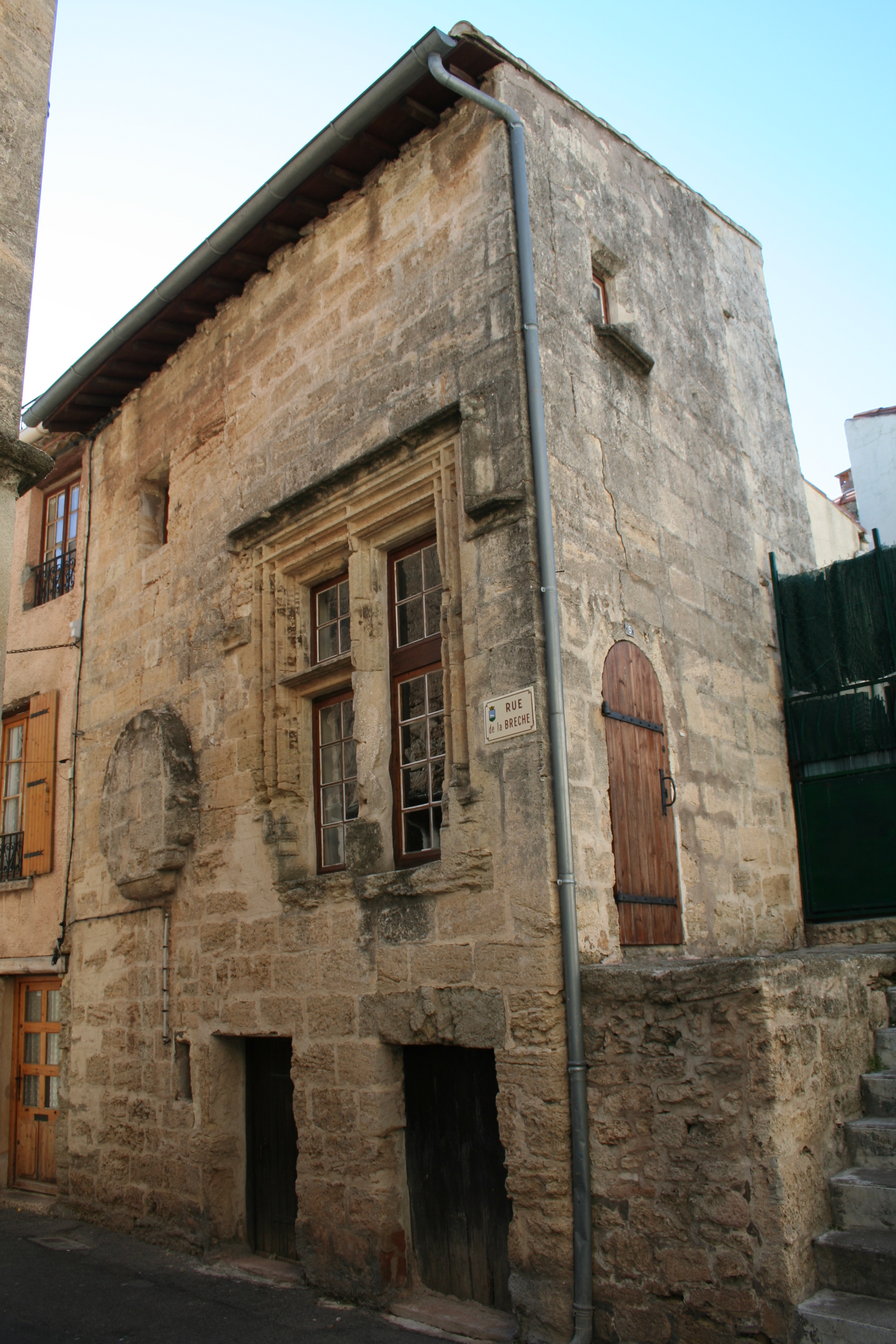
Haus aus dem 15./16. Jahrhundert
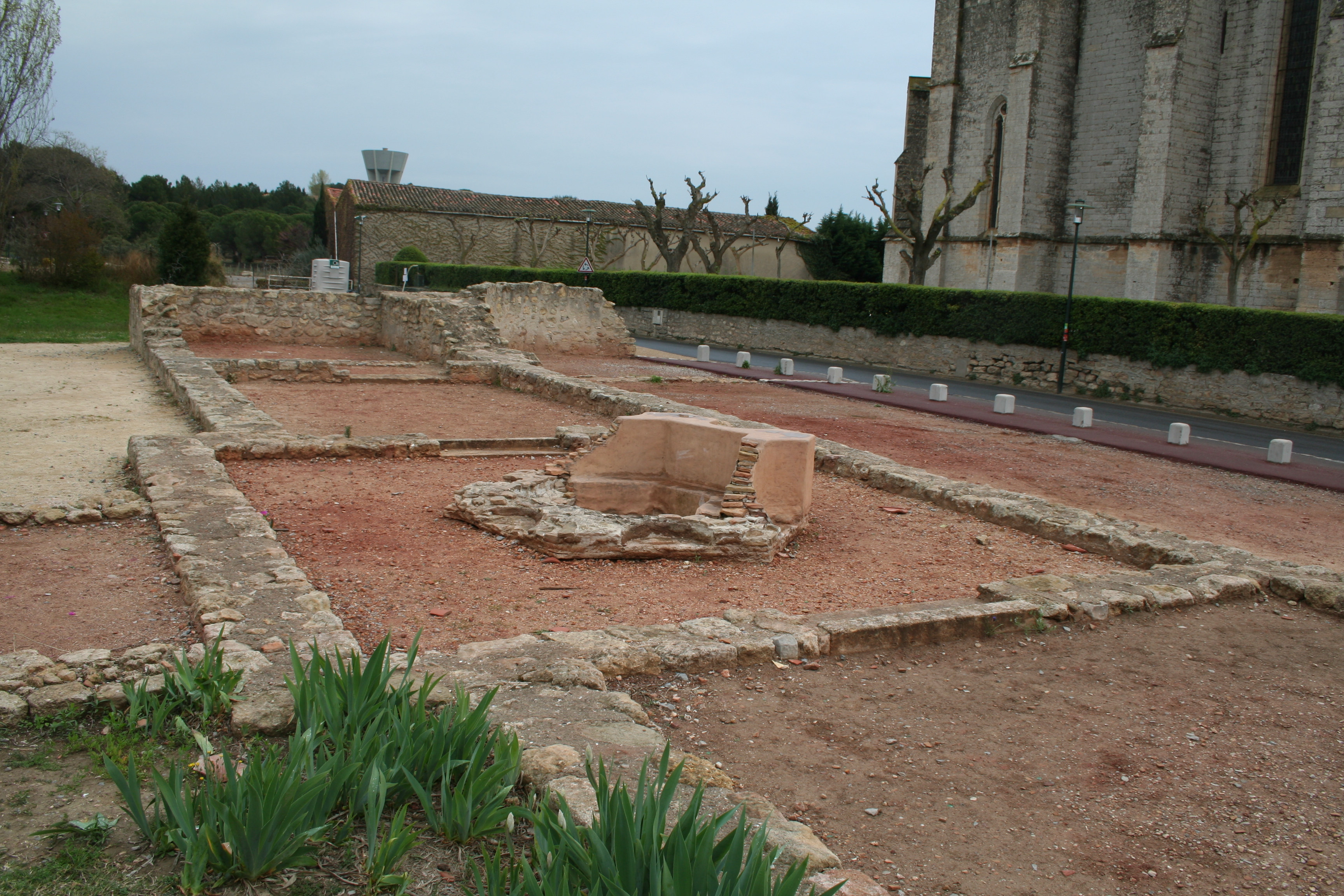
Reste einer frühchristlichen Kirche

## Wirtschaft
Wichtige Erwerbszweige der Loupianais (Einwohner) sind Weinbau und Muschelzucht. Es gibt eine Winzergenossenschaft vor Ort.